# ناقل عصبي أحادي الأمين

نورإبينفرين هو ناقل عصبي أحادي الأمين

النواقل العصبية أحادية الأمين هي نواقل عصبية ومعدلات عصبية تحتوي على مجموعة أمين واحدة مرتبطة بحلقة عطرية عن طريق سلسلة ثنائية من الكربون. كل الأمينات الأحادية مستخلصة من حموض أمينية عطرية مثل فينيل ألانين، تيروسين، تريبتوفان، و هرمونات الغدة الدرقية بواسطة عمل الإنزيمات العطرية الأمينية التي تساهم في نزع مجموعة الكربوكسيل. الأنظمة ذات مفعول أحادي الأمين أي؛ الشبكات العصبية التي تستخدم النواقل العصبية أحادية الأمين معنيَّة بتنظيم العمليات الإدراكية مثل المشاعر، الإثارة، وأنواع محددة من الذاكرة. وجد أن النواقل العصبية أحادية الأمين تلعب دوراً مهماً في إفراز وإنتاج النيوروتروفين-3 بواسطة الخلايا النجمية، مادة كيميائية تبقي على سلامة العصبون وتزود الأعصاب بدعم غذائي.  تستخدم أحياناً العقاقير التي تساهم  لزيادة أو إنقاص تأثير أحادي الأمين لعلاج مرضى الاضطرابات النفسية التي تتضمن؛ الإكتئاب، القلق، والفصام 

## أمثلة

### أحاديات الأمين الكلاسيكية
- الهستامين[6]
- الكاتيكولامينات:
  - الأدرينالين
  - الدوبامين
  - النورادرينالين
- التربتامينات الكلاسيكية:
  - السيروتونين
  - الميلاتونين

### الأمينات النزرة
بروتينات نقل محددة  تسمى نواقل أحادي الامين والتي تنقل أحاديات الأمين داخل وخارج الخلية الموجودة.  وهي ناقل الدوبامين (DAT), ناقل السيروتونين (SERT) ، وناقل النورإبينفرين (NET)  في  غشاء الخلية الخارجي وناقل أحادي الأمين الحويصلي (ناقل أحادي الأمين الحويصلي 1 و ناقل أحادي الأمين الحويصلي 2) في غشاء الخلايا الحويصلات الجواني.[بحاجة لمصدر]
بعدإطلاقهم في الشق المشبكي، عمل الناقل العصبي أحادي الأمين سينتهي بواسطة استردادها إلى النهاية التي قبل المشبك. هناك يمكن إعادة تجميعها في الحويصلات المشبكية أو تهدم بفعل إنزيم أكسيداز أحادي الأمين (MAO)، الذي يعتبر هدف لمثبطات أكسيداز أحادي الأمين، فئة من مضادات الاكتئاب.[بحاجة لمصدر]

## التطور

شجرة المَحتِد التي تعرض كيف أن أرقاماً من أحاديات الأمين لها علاقة ببعضها البعض.

تحدث أنظمة الناقل العصبي أحادي الأمين فعلياً في كل الفقاريات، حيث عملت قابلية التطور لهذه الأنظمة على تطور التكيفية لأصناف مختلفة من الفقاريات في بيئات مختلفة. 